# A型灯泡

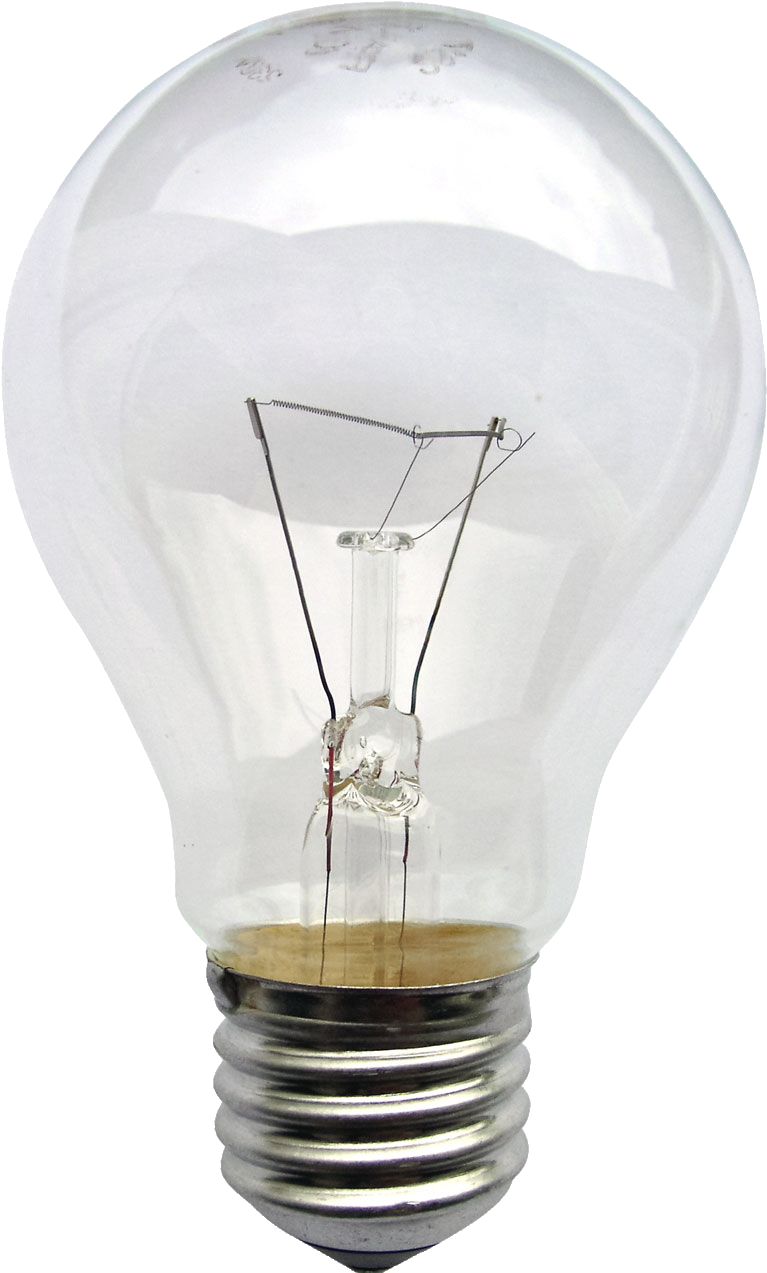
一颗A型灯泡

A型灯泡（英語：A-series light bulb），指的是一种“经典”的梨形电灯泡，大多配有爱迪生螺口底座。自20世纪早期起，此类灯泡一直是最常见的日常电灯。A型灯泡的型号后面的数字表示其最宽处直径，在北美按1⁄8英寸（3.2）为一单位计算，在欧洲、印度则以毫米计。

## 形状

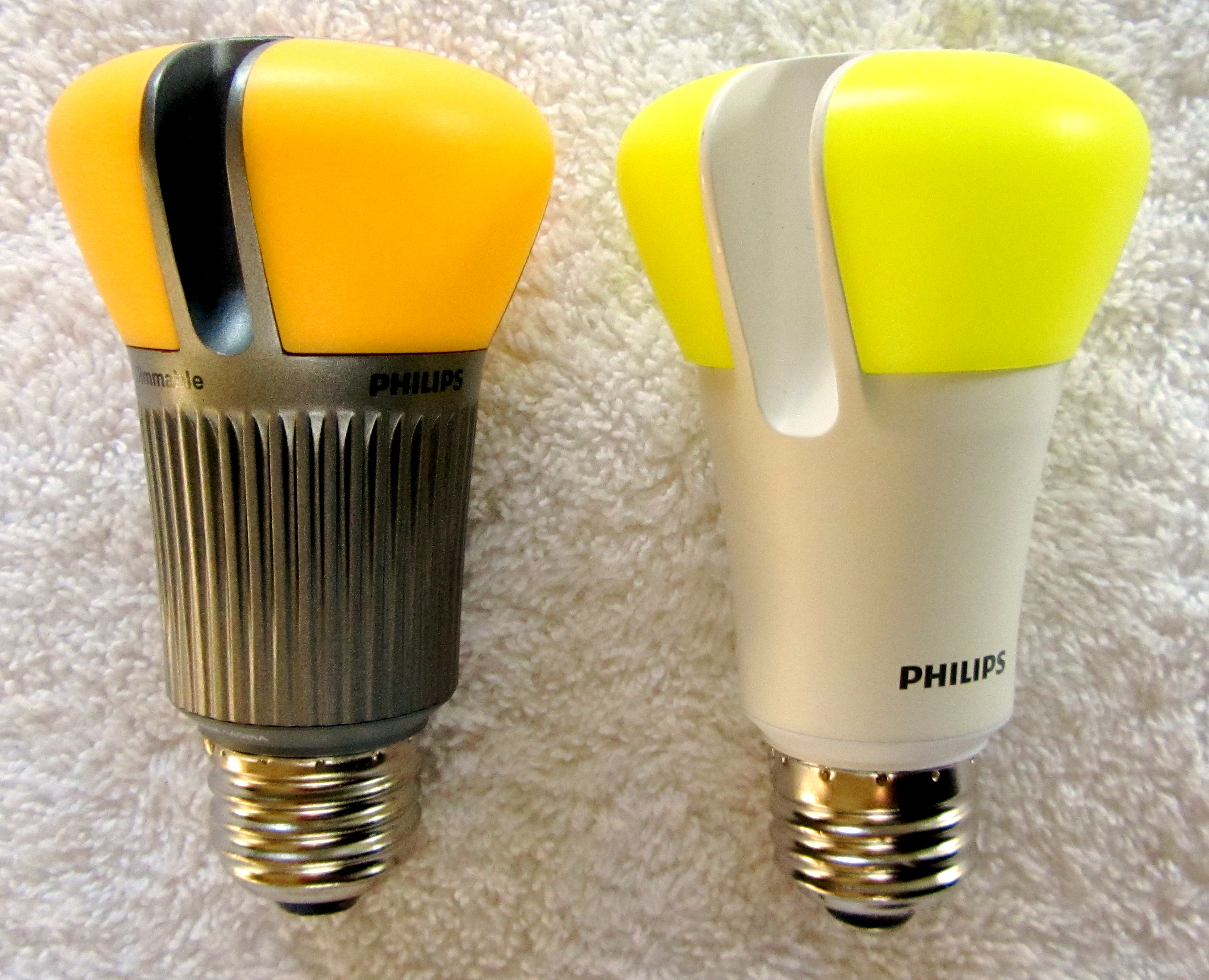
按照能源之星要求，这两个灯泡可称“A型”。

最常用的A型灯泡是A19灯泡，其最宽处直径为19⁄8英寸（60），因此在公制单位中也叫做A60灯泡。一般的A19灯泡长43⁄8英寸（11）。
按照美国ANSI C79.1-2002、印度IS 14897:2000、日本JIS C 7710:1988定义，A型灯泡符合“由一个末端的球形和一段曲面相切连接到灯泡颈部”形成的形状，其中曲面本身的曲率半径指向灯泡外部，且大于灯泡末端球的半径。美国能源之星认证对于节能万向灯泡的要求则仅有“符合相应ANSI形状的最大半径、最小长度、最长长度”一点。（14.1）

## 接口
A型灯泡常配有约1英寸（25）长的E26（直径26毫米，100–120V）或E27（直径27毫米，220–240V）螺口。在英国及英联邦国家的老式灯具上也可见到使用B22拧口的A型灯泡。

## 类型

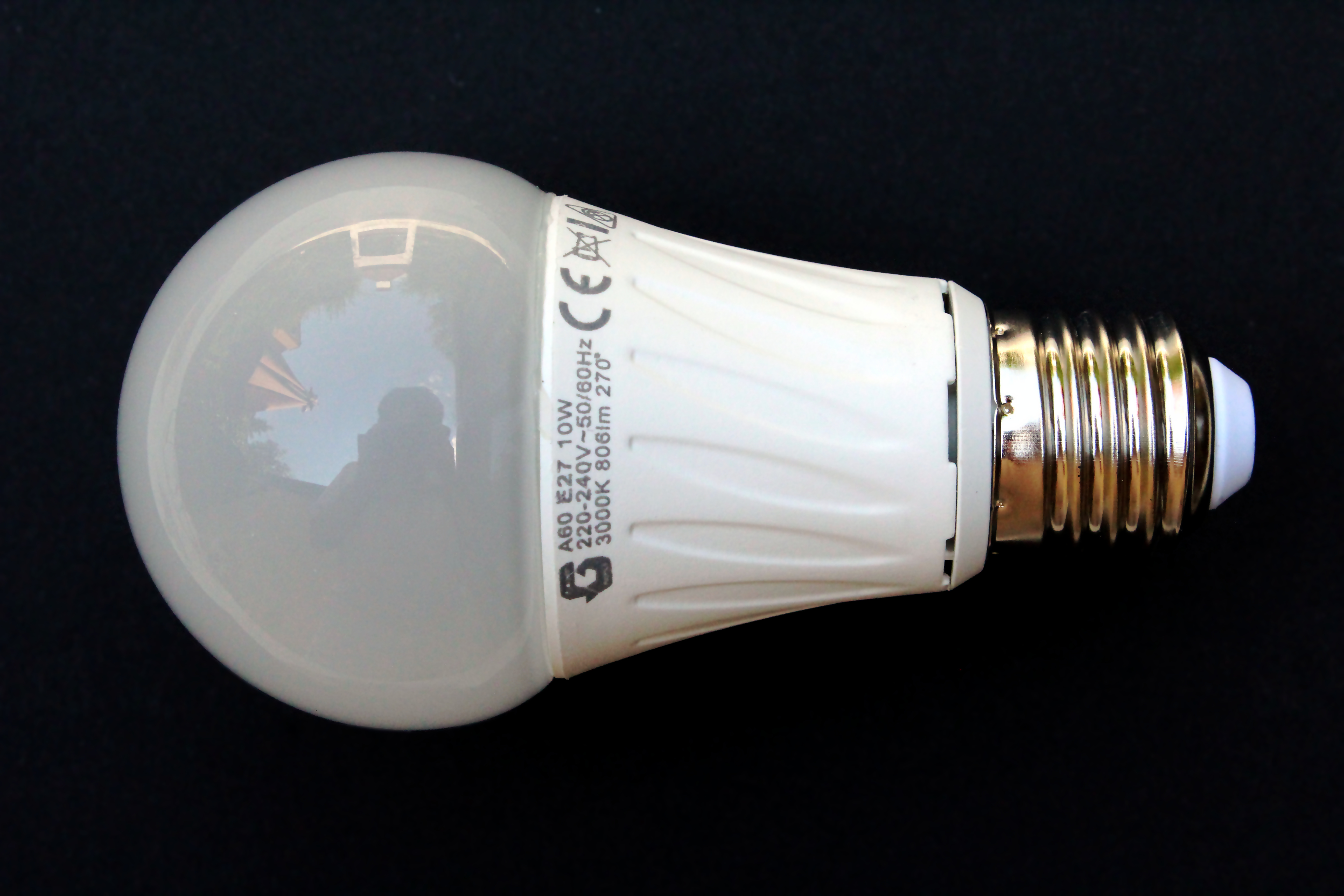
一颗A60（A19）规格、E27螺口的LED灯泡

历史上大部分A型灯泡都是白熾燈，但现在也有采用较新的电灯技术（如节能灯、LED灯等）的版本，用以替代相应尺寸的白炽灯。

## 轶闻
据媒体报道，有网友曾发帖称“不能把灯泡放进嘴里”，结果引来好奇者尝试，果真把灯泡卡在口中、无法取出。有糖果厂商受此启发，生产灯泡形状、大小的棒棒糖。